# نیکولای پوشنیتسکی
نیکولای پوشنیتسکی (انگلیسی: Nikolay Pushnitsky) قایقران قایق بادبانی اهل روسیه بود.